# 諏訪神社 (美濃加茂市)
諏訪神社（すわじんじゃ）は、岐阜県美濃加茂市にある神社。
美濃国賀茂郡式内社の中山神社の論社である（もう一つの論社は中山神社）。

## 沿革
創建時期は不明。元々は美濃国賀茂郡下飯田村中山（現・加茂郡川辺町下飯田）に鎮座していたという。別説では現在の中山神社の位置が鎮座地という。
永禄年間に兵火で焼失する。その後米田城城主肥田玄蕃の命で肥田長寿丸が現在地に再建する。この際、信濃国諏訪大社を祀り、諏訪神社に改称する。

## 祭神
- 建御名方神

## 交通機関
- 高山本線中川辺駅より約1.5km。

## 例祭
- 毎年4月第1土・日曜日に行なわれる。

武田信玄と上杉謙信の像を乗せた2台のだんじりが参道を引き回される。斜面を登り神社に到着すると、米田囃子が演奏される。このだんじりの引き回しのさい、これを見物している女性を追い掛け回す獅子を、天狗の面をして榊を手にした拝翁がそれを戒めるということが行なわれる。
奉納相撲が行われる。

## 文化財
- 大杉（市指定天然記念物）[1]